# Serghei Gheorghiev
Serghei Gheorghiev (ur. 20 października 1991 w Chirsovej) – mołdawski piłkarz grający na pozycji prawego pomocnika.

## Kariera klubowa
Swoją karierę piłkarską Gheorghiev rozpoczął w klubie Sheriff Tyraspol. W 2008 roku awansował do kadry pierwszego zespołu. W sezonie 2008/2009 zadebiutował w nim w pierwszej lidze mołdawskiej. W sezonach 2008/2009, 2009/2010, 2011/2012 i 2012/2013 wywalczył z Sheriffem trzy tytuły mistrza Mołdawii. Wraz z Sheriffem zdobył też dwa Puchary Mołdawii w sezonach 2008/2009 i 2009/2010.
Latem 2013 roku Gheorghiev przeszedł do FC Tiraspol. Zadebiutował w nim 28 lipca 2013 w zremisowanym 0:0 wyjazdowym meczu z Dacią Kiszyniów. W FC Tiraspol rozegrał 4 mecze.
Jeszcze w 2013 roku Gheorghiev został wypożyczony do Dinamo-Auto Tyraspol. Swój debiut w nim zaliczył 31 sierpnia 2013 w wyjazdowym meczu z Zimbru Kiszyniów (0:0).
W 2014 roku Gheorgiev wrócił do Sheriffa. Następnie grał w uzbeckich klubach Navbahor Namangan i FK Buxoro.
| Sezon   | Klub                 | Kraj       | Rozgrywki         | Mecze | Bramki |
| ------- | -------------------- | ---------- | ----------------- | ----- | ------ |
| 2008/09 | Sheriff Tyraspol     | Mołdawia   | Divizia Națională | 1     | 0      |
| 2009/10 | Sheriff Tyraspol     | Mołdawia   | Divizia Națională | 14    | 2      |
| 2010/11 | Sheriff Tyraspol     | Mołdawia   | Divizia Națională | 35    | 8      |
| 2011/12 | Sheriff Tyraspol     | Mołdawia   | Divizia Națională | 19    | 3      |
| 2012/13 | Sheriff Tyraspol     | Mołdawia   | Divizia Națională | 21    | 1      |
| 2013/14 | FC Tiraspol          | Mołdawia   | Divizia Națională | 4     | 2      |
| 2013/14 | Dinamo-Auto Tyraspol | Mołdawia   | Divizia Națională | 16    | 1      |
| 2014/15 | Sheriff Tyraspol     | Mołdawia   | Divizia Națională | 9     | 0      |
| 2015    | Navbahor Namangan    | Uzbekistan | Oʻzbekiston PFL   | 11    | 2      |
| 2015    | FK Buxoro            | Uzbekistan | Oʻzbekiston PFL   | 6     | 2      |

## Kariera reprezentacyjna
W reprezentacji Mołdawii Gheorghiev zadebiutował 9 lutego 2011 w wygranym 2:1 towarzyskim meczu z Andorą, rozegranym w Lagos.